# Geometria iperbolica

Nella geometria iperbolica, le rette parallele generalmente "divergono" e gli angoli interni di un triangolo sono più piccoli che nella geometria euclidea. Questo è quanto accade ad esempio per le geodetiche su una superficie a forma di sella come questa.

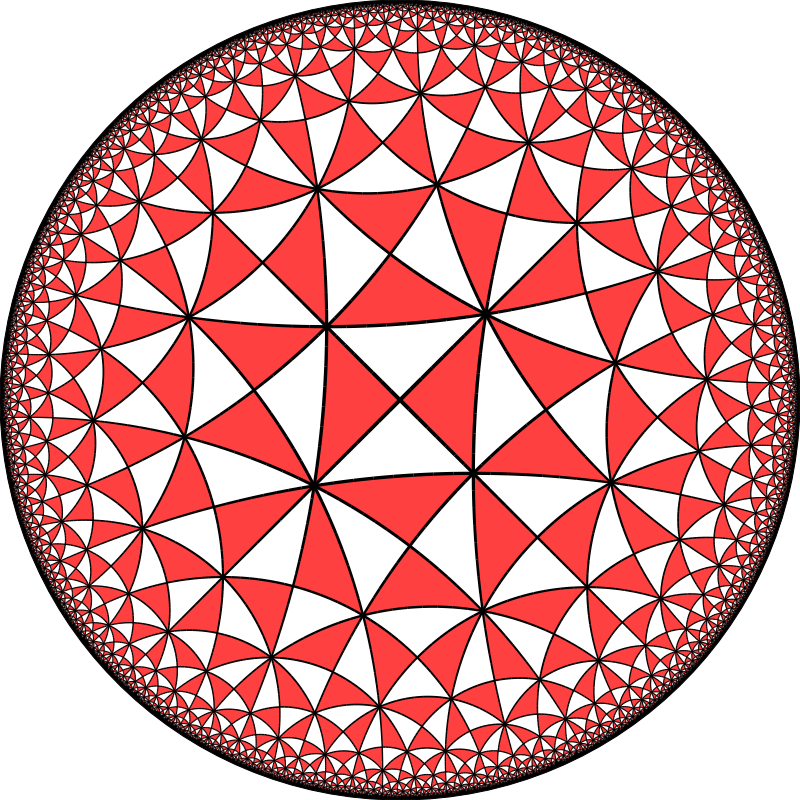
Il disco di Poincaré è un modello di geometria iperbolica. Nella figura è descritta una tassellazione del disco tramite triangoli iperbolici: nonostante appaiano diversi, nella geometria iperbolica questi triangoli sono in realtà tutti congruenti, cioè di eguale grandezza. A partire da tassellazioni di questo tipo Escher ha costruito alcune delle sue famose litografie.

La geometria iperbolica, anche chiamata geometria di Bolyai-Lobačevskij, è una geometria non euclidea ottenuta rimpiazzando il postulato delle parallele con il cosiddetto postulato iperbolico.
È stata inizialmente studiata da Saccheri nel secolo XVIII, che tuttavia l'ha creduta inconsistente, e più tardi da Bolyai, Gauss e Lobačevskij, con il nome di geometria astrale. A 150 anni dalla sua nascita, la geometria iperbolica è ancora un argomento centrale della matematica, ravvivato alla fine degli anni settanta dalle scoperte di William Thurston.

## Storia

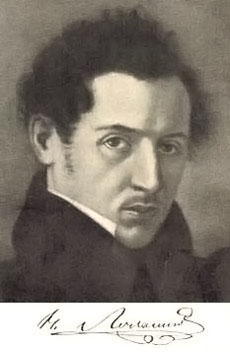
Nikolay Ivanovich Lobachevsky ha contribuito alla nascita e allo sviluppo della geometria iperbolica.

La geometria iperbolica nasce nel XIX secolo come strumento ad hoc per risolvere un problema aperto da secoli e noto già allo stesso Euclide: il V postulato di Euclide è effettivamente indipendente dai precedenti, o può essere dimostrato a partire da questi? La geometria iperbolica, che soddisfa i primi 4 postulati ma non il quinto, ne mostra l'effettiva indipendenza.
La geometria iperbolica però non viene accettata subito come vera e propria geometria, con dignità pari a quella euclidea. Le scoperte di Saccheri, Lambert, Legendre, Gauss, Schweikart, Taurinus, Lobačevskij, Bolyai furono giudicate all'inizio sorprendenti e paradossali e solo nel tempo hanno poi trovato una naturale collocazione ed una rigorosa e logica giustificazione. Lentamente si è scoperto che la geometria iperbolica non è soltanto frutto della negazione del V postulato, ma è una geometria vera e propria con sue proprietà e definizioni, che può essere considerata nuova rispetto a quella euclidea.
La scoperta e lo sviluppo della geometria iperbolica sono quindi un esempio fondamentale di un processo della ricerca matematica che è divenuto usuale negli ultimi due secoli: in matematica può accadere che, modificando un solo assioma, si possa costruire una nuova teoria completa, dove decadono alcune proprietà che sembrano fondamentali, ma si possono scoprire nuovi enti geometrici (come le iperparallele, gli orocicli e le orosfere, etc.) aventi proprietà comunque interessanti.

## Definizione
Due rette nel piano che non si intersecano in nessun punto sono dette parallele. Il V postulato di Euclide (o delle parallele, qui espresso in una delle sue numerose formulazioni equivalenti, dovuta a Playfair) asserisce che, data una retta {\displaystyle r} ed un punto {\displaystyle P}, esiste un'unica retta parallela a {\displaystyle r} passante per {\displaystyle P}.
La geometria iperbolica è la geometria ottenuta modificando questo postulato, nel modo seguente:
Data una retta {\displaystyle r} e un punto {\displaystyle P} disgiunto da {\displaystyle r}, esistono almeno due rette distinte passanti per {\displaystyle P} e parallele a {\displaystyle r}.
La geometria iperbolica è una geometria ottenuta modificando il V postulato in direzione opposta. Uno spazio su cui è costruita una geometria iperbolica è detto spazio iperbolico. I primi 4 assiomi di Euclide sono i seguenti.
1. Tra due punti qualsiasi è possibile tracciare una ed una sola retta.
2. Si può prolungare una retta oltre i due punti indefinitamente.
3. Dato un punto e una lunghezza, è possibile descrivere un cerchio.
4. Tutti gli angoli retti sono congruenti.

Più precisamente il primo postulato non è del tutto verificato nella geometria sferica: sulla superficie di una sfera esistono infatti dei punti, chiamati punti antipodali, per i quali passano infinite rette. Il secondo postulato non è invece mai verificato nella geometria sferica, perché le rette sono sempre limitate, in quanto curve chiuse.

## Modelli
L'effettiva esistenza di geometrie iperboliche è garantita dalla costruzione di alcuni modelli. In realtà, questi modelli risultano essere tutti equivalenti fra loro: per questo motivo la geometria iperbolica è sostanzialmente unica, come lo sono la geometria euclidea e la geometria ellittica.
Un modello è uno spazio, comprendente le nozioni di punto, retta e angolo, su cui valgono i 5 assiomi della geometria iperbolica.
Vi sono quattro modelli comunemente usati per la geometria iperbolica. In ciascuno di questi modelli, la geometria iperbolica può essere introdotta a vari livelli. Nel senso più classico, può essere introdotta definendo punti, linee rette, angoli, e eventualmente distanze.

### Modello del disco

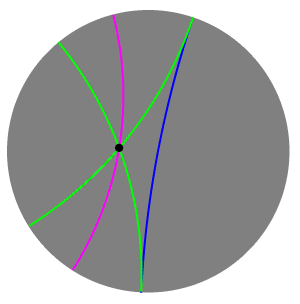
Dati una retta (qui in blu scuro) e un punto disgiunti, esistono almeno due rette passanti per il punto che non incrociano la retta. In verità ce ne sono infinite: qui ne sono disegnate tre.

Nel modello del disco di Poincaré, lo spazio iperbolico è formato dai punti interni ad un cerchio {\displaystyle C}. Le rette sono archi di circonferenza che intersecano il bordo del cerchio perpendicolarmente. Gli angoli che formano due di queste "rette" quando si intersecano in un punto sono quelli formati dalle rette tangenti nel punto. La distanza fra due punti è definita in modo tale da crescere esponenzialmente quando uno dei due punti è spostato verso il bordo del cerchio.
I 5 assiomi della geometria iperbolica sono soddisfatti da questo modello. Infatti:
1. Dati due punti interni a {\displaystyle C}, esiste effettivamente un unico arco di circonferenza perpendicolare al bordo del cerchio passante per i due punti.
2. Un arco di circonferenza può essere prolungato indefinitamente: il fatto che la distanza tenda a infinito all'avvicinarsi del bordo di {\displaystyle C} implica che tale bordo non è raggiunto mai, e quindi il prolungamento non si interrompe.
3. È possibile disegnare un cerchio con centro e raggio fissato.
4. Gli angoli retti sono congruenti.
5. Dato un punto {\displaystyle P} ed una retta {\displaystyle r} che non lo contiene, esistono almeno due rette passanti per {\displaystyle P} disgiunte da {\displaystyle r}.

### Modello del semipiano
Il modello del semipiano è simile al modello del disco. Lo spazio iperbolico è il semipiano del piano cartesiano formato dal I e dal II quadrante: l'asse delle ascisse non è inclusa. Le "rette" sono archi di circonferenza ortogonali all'asse delle ascisse. Gli angoli sono quelli formati dalle rette tangenti.

### Modello di Klein

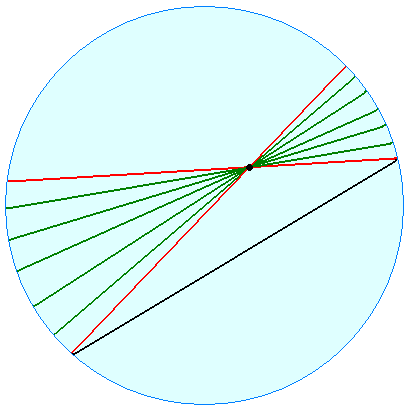
Il V postulato della geometria iperbolica nel modello di Klein.

Nel modello di Klein lo spazio iperbolico è (come nel modello del disco) l'insieme dei punti interni ad un cerchio {\displaystyle C}. Le rette sono però segmenti veri e propri: la maggiore semplicità nel descrivere le rette viene però pagata nella descrizione degli angoli, che sono distorti rispetto agli angoli euclidei: l'angolo formato da due rette non è quello euclideo, ma dipende da questo tramite una formula opportuna.

Lo spazio iperbolico può essere rappresentato come una delle due "falde" di un iperboloide, ad esempio quella superiore. Le rette sono le intersezioni con i piani passanti per il centro dell'iperboloide.

### Modello dell'iperboloide
Nel modello dell'iperboloide lo spazio iperbolico è descritto con l'ausilio dell'algebra lineare o anche detta linearizzata. Lo spazio iperbolico è un iperboloide contenuto nello spazio tridimensionale, e le rette sono le intersezioni dell'iperboloide con un piano passante per il centro dell'iperboloide. La descrizione matematica di questo modello ha forti analogie con lo spaziotempo di Minkowski: la distanza fra due punti è la stessa usata nella relatività speciale.
Questo modello è agevole per effettuare alcuni conti, perché si poggia sugli strumenti dell'algebra lineare. Risulta però meno intuitivo e più difficile da visualizzare, perché contenuto nello spazio tridimensionale anziché nel piano.

## Proprietà

### Parallelismo

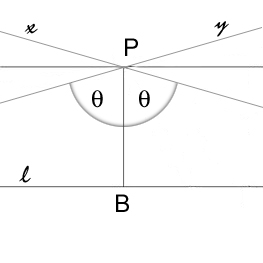
Le rette parallele a una data passanti per formano un angolo, detto angolo di parallelismo.

La nozione di parallelismo in geometria iperbolica differisce molto da quella presente nella geometria euclidea.
Il quinto postulato iperbolico asserisce che, data una retta {\displaystyle l} ed un punto {\displaystyle P} disgiunto da {\displaystyle l}, esistono almeno due rette parallele a {\displaystyle l} passanti per {\displaystyle P}. Dal postulato risulta però che tali rette sono infinite: questo segue dai fatti seguenti.
1. Sia {\displaystyle B} il punto di {\displaystyle l} più vicino a {\displaystyle P}. Il segmento {\displaystyle PB} è perpendicolare a {\displaystyle l} (si veda la figura). Ogni retta {\displaystyle s} passante per {\displaystyle P} è adesso identificata dall'angolo {\displaystyle \theta } che forma con il segmento {\displaystyle PB}. L'angolo è detto angolo di parallelismo di {\displaystyle l} e {\displaystyle s}.
2. Se due rette {\displaystyle s_{1}} e {\displaystyle s_{2}} sono parallele a {\displaystyle l}, queste formano angoli diversi {\displaystyle \theta _{1}} e {\displaystyle \theta _{2}}: ogni altra retta con un angolo compreso fra {\displaystyle \theta _{1}} e {\displaystyle \theta _{2}} risulta essere parallela a {\displaystyle l}.

Le rette parallele a {\displaystyle l} passanti per {\displaystyle P} sono tutte e sole le rette con angolo di parallelismo appartenente a un intervallo chiuso {\displaystyle [\theta ,\pi -\theta ]}. Le rette con angolo di parallelismo {\displaystyle \theta } e {\displaystyle \pi -\theta } sono dette asintoticamente equivalenti a {\displaystyle l} perché in una direzione queste si avvicinano sempre più a {\displaystyle l} senza mai intersecarla. Due rette parallele che non sono asintoticamente equivalenti sono iperparallele: queste si distanziano in entrambe le direzioni in modo esponenziale.
In geometria iperbolica la nozione di parallelismo è quindi più complessa che nella geometria euclidea: ad esempio, la nozione non è una relazione di equivalenza, perché non vale la proprietà transitiva.

Un quadrato è un poligono con 4 lati di eguale lunghezza e 4 angoli uguali. Nella geometria euclidea deve essere un angolo retto. In quella iperbolica, può essere un qualsiasi angolo acuto.

### Poligoni

In geometria iperbolica, la somma degli angoli interni di un triangolo è minore di (o 180º).

Come nella geometria euclidea, un segmento è una porzione di retta delimitata da due punti (i suoi estremi), ed un poligono è una figura delimitata da una successione di segmenti, tale che due segmenti successivi si intersecano agli estremi.
Le relazioni fra lunghezze dei lati e angoli interni in geometria iperbolica sono però ben diverse da quelle presenti nella geometria euclidea. Ad esempio, la somma degli angoli interni di un triangolo iperbolico è strettamente minore di {\displaystyle \pi }: questa può assumere qualsiasi valore nell'intervallo aperto {\displaystyle (0,\pi )}. Gli angoli interni nella geometria iperbolica sono più piccoli.
Questo fatto si estende a tutti i poligoni: la somma degli angoli interni di un poligono iperbolico con {\displaystyle n} lati è un numero variabile nell'intervallo {\displaystyle (0,(n-2)\pi )}. Ad esempio:
- Esistono quadrati aventi angoli interni {\displaystyle \alpha } per ogni {\displaystyle \alpha } tale che {\displaystyle 0<\alpha <\pi /2}: un esempio è mostrato in figura.
- Per ogni {\displaystyle n>4} esiste un poligono di {\displaystyle n} lati della stessa lunghezza con angoli tutti retti.

### Costruzioni con riga e compasso
Nella geometria iperbolica è possibile costruire con riga e compasso il segmento avente come angolo di parallelismo un angolo dato.
In alcuni casi è possibile la quadratura del cerchio, contrariamente a quanto accade nella geometria euclidea, dove non è mai possibile determinare con riga e compasso il lato di un quadrato avente la medesima area di un cerchio dato.

### Trigonometria
Un altro risultato interessante è dato dalle formule della trigonometria della sfera che sono le stesse sia nello spazio iperbolico sia in quello euclideo poiché le proprietà della geometria della sfera derivano dalle proprietà degli angoloidi e dei triedri, le quali sono proprietà di geometria assoluta.
Il discorso vale anche nel piano, dove la trigonometria iperbolica piana non è altro che la trigonometria applicata su una sfera con raggio immaginario.

## Geometria iperbolica dello spazio

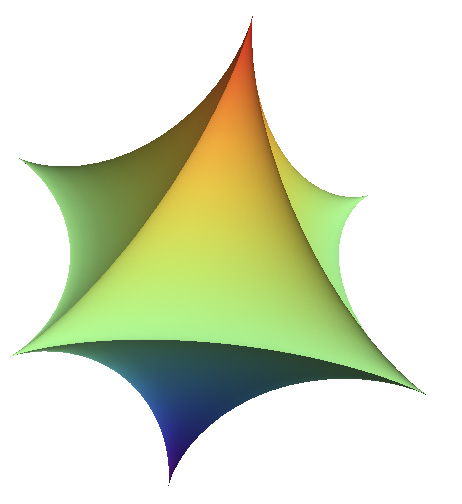
Un ottaedro iperbolico.

La geometria iperbolica si estende dal piano allo spazio, e anche in dimensioni arbitraria. Ciascuno dei modelli di spazio iperbolico ha infatti una naturale generalizzazione in dimensione {\displaystyle n} qualsiasi. Esiste quindi una geometria solida dello spazio iperbolico tridimensionale {\displaystyle n=3}, che è oggetto di studio della matematica contemporanea. Di particolare interesse sono i poliedri iperbolici, come l'ottaedro mostrato in figura.